# 단계적 접근 전략
단계적 접근 전략(phased approach strategy)은 새로운 시스템을 기능이나 조직단위에 따라 단계적으로 도입하는 방식이다. 한 조직에 먼저 시스템을 적용하고 단계적으로 다른 조직에도 새로운 시스템을 적용시키는 방법이다.